# Joan Pardina
Joan Pardina Molina (Barcelona, España; 18 de noviembre de 1993) es un jugador de baloncesto español que actúa en la posición de alero en el CB Clavijo de la Segunda FEB.

## Trayectoria
Formado en las categorías inferiores F. C. Barcelona, comenzó a destacar en el Club Básquet Argentona y el Club Sportiu Sant Nicolau de Liga EBA.
En la temporada 2012/2013 y en la siguiente, comenzó a jugar a baloncesto a mayor nivel, enrolado dentro del Sabadell Sant Nicolau de liga EBA, siendo una primera toma de contacto el primer año y destacando en el segundo con unas medias de 13.9 puntos, 7.6 rebotes y 16.4 de valoración que aún mejoró en los playoffs y llamó la atención del club alicantino donde jugó el pasado año dando un salto de división. Durante sus 2 años en EBA fue llamado por el Assignia Manresa de ACB, con quien compartía algunos entrenamientos, para disputar un total de 5 partidos, con apariciones testimoniales en todos ellos, pero llegando así a disputar la máxima competición del baloncesto español.
En Alicante continuó con su progresión, acabando con 8.3 puntos, 5.4 rebotes y 10.6 de valoración en liga regular, además de mejorar sus números y aportación y minutos en pista en playoffs para llamar con fuerza a LEB Oro donde juega en la temporada 2015-16.
En el Peñas Huesca de LEB Oro, jugó un total de 28 partidos en las que anotó de promedio 6,3 puntos, con un porcentaje de 44,9% de tiros de campo.
En 2016, firma con el RETAbet.es GBC por un año, registrando unos promedios de 7.6 puntos y 5.5 rebotes en la temporada 2016/17 y logrando el ascenso a Liga ACB. Fue renovado al año siguiente, llegando a disputar 10 encuentros en la máxima categoría nacional 
Tras dos temporadas en el club vasco el 3 de agosto de 2018 acuerdan de mutuo acuerdo la rescisión de su contrato y seguidamente firma por el CB Granada de LEB Oro. En 2018/19 promedia 6.6 puntos y 4.3 rebotes, registros que mejora en 2019/20 hasta los 7.2 puntos y 4.4 rebotes hasta la conclusión prematura de la temporada debido a la pandemia de coronavirus. 
En la temporada 2020/21 permanece en el CB Granada, causando baja en el mes de febrero de 2021 tras lesionarse en la rodilla derecha. Hasta ese momento había participado en 15 partidos con medias de 6 puntos y 4.6 rebotes. Cuando estaba próxima su reincorporación, en abril sufrió la rotura del ligamento cruzado anterior de la misma articulación, lo que le mantuvo más de un año de baja. Como consecuencia de dicha lesión únicamente pudo jugar dos encuentros en la temporada 2021/22.
En la temporada 2022-23, firma con el Club Melilla Baloncesto de la Liga LEB Oro, completando la temporada con medias de 4.3 puntos y 4.2 rebotes.
En la temporada 2023-24, firma por el CB L'Hospitalet de la Liga LEB Plata.
El 1 de agosto de 2024 fichó por el Nässjö Basket de la Basketligan sueca.
El 25 de octubre de 2024, firma por el Club Bàsquet Tarragona de la Segunda FEB.
El 14 de julio de 2025 fichó por el CB Clavijo, también de Segunda FEB.

## Internacional
Formó parte de las preselecciones españolas tanto en categoría sub-18 como en categoría sub-20, sin llegar a formar parte de los elegidos.